# Aeroportul Pato Branco
Aeroportul Pato Branco (IATA: PTO, ICAO: SBPO) este un aeroport din Paraná, Brazilia ce deservește zona Pato Branco. Aeroportul a fost tranzitat în 2022 de 96 de pasageri. A fost numit după zona deservită.
Situat la o altitudine de 823 m, aeroportul dispune de 1 pistă. Este operat de Pato Branco.

## Infrastructură

### Piste
Aeroportul dispune de o singură pistă. Pista 7/25 are suprafața de asfalt și dimensiunile 1.400 m × 30 m. 